# Singapore Premier League 2020
Die Singapore Premier League 2020, aus Sponsorgründen auch AIA Singapore Premier League genannt, war die 3. Spielzeit der höchsten singapurischen Fußballliga seit der Ligareform 2018. Die Saison begann am 29. Februar 2020 und endete am 5. Dezember 2020. Titelverteidiger war Brunei DPMM FC.
Aufgrund der COVID-19-Pandemie wurde die Saison am 27. März 2020 unterbrochen. Am 17. Oktober 2020 wurde die Saison fortgesetzt.
Am 26. Oktober 2020 zog sich DPMM FC aus der Liga zurück.

## Mannschaften
| Mannschaft                 | Standort                    | Stadion                           | Kapazität |
| -------------------------- | --------------------------- | --------------------------------- | --------- |
| Albirex Niigata (Singapur) | Jurong                      | Jurong East Stadium               | 2700      |
| Balestier Khalsa           | Bishan                      | Bishan Stadium                    | 3500      |
| Brunei DPMM FC             | Bandar Seri Begawan, Brunei | Hassanal Bolkiah National Stadium | 28.000    |
| Geylang International      | Tampines                    | Our Tampines Hub                  | 5000      |
| Hougang United             | Kallang                     | Hougang Stadium                   | 3800      |
| Lion City Sailors          | Bishan                      | Bishan Stadium                    | 3500      |
| Tampines Rovers            | Tampines                    | Our Tampines Hub                  | 5000      |
| Tanjong Pagar United       | Jurong                      | Jurong East Stadium               | 2700      |
| Young Lions                | Kallang                     | Jurong West Stadium               | 3200      |

## Personal
| Mannschaft                 | Trainer         | Mannschaftskapitän  |
| -------------------------- | --------------- | ------------------- |
| Albirex Niigata (Singapur) | Keiji Shigetomi | Kazuki Hashioka     |
| Balestier Khalsa           | Marko Kraljević | Zaiful Nizam        |
| Brunei DPMM FC             | Adrian Pennock  | Wardun Yussof       |
| Geylang International      | Mohd Noor Ali   | Yūki Ichikawa       |
| Hougang United             | Clement Teo     | Khairulhin Khalid   |
| Lion City Sailors          | Aurelio Vidmar  | Izzdin Shafiq       |
| Tampines Rovers            | Gavin Lee       | Yasir Hanapi        |
| Tanjong Pagar United       | Hairi Su'ap     | Faritz Abdul Hameed |
| Young Lions                | Nazri Nasir     | Jacob Mahler        |

## Ausländische Spieler
Die Vereine der Singapore Premier League können in der Saison 2020 maximal vier ausländische Spieler verpflichten. Einer von ihnen muss jedoch am 1. Januar 2020 21 Jahre oder jünger sein.
Albirex Niigata kann eine unbegrenzte Anzahl singapurischer Spieler für die neue Saison melden.
| Mannschaft                 | Spieler 1          | Spieler 2        | Spieler 3         | U21 Spieler         | U23 Spieler 1 | U23 Spieler 2 | U23 Spieler 3 | U23 Spieler 4 | Ehemalige Spieler                    |
| -------------------------- | ------------------ | ---------------- | ----------------- | ------------------- | ------------- | ------------- | ------------- | ------------- | ------------------------------------ |
| Albirex Niigata (Singapur) | Hyrulnizam Juma'at | Fairoz Hassan    | Gareth Low        | Ong Yu En           | Iman Hakim    | Aizil Yazid   | Kenji Austin  |               | Sharul Nizam Zamani Zamri Daniel Goh |
| Balestier Khalsa           | Shuhei Hoshino     | Šime Žužul       | Kristijan Krajček | Ensar Brunčević     |               |               |               |               |                                      |
| Brunei DPMM FC             | Charlie Clough     | Andrey Varankow  | Emerson           |                     |               |               |               |               |                                      |
| Geylang International      | Yūki Ichikawa      | Barry Maguire    |                   | Kamolidin Tashiev   |               |               |               |               | Gilson Varela Panagiotis Linardos    |
| Hougang United             | Charlie Machell    | Zachary Anderson |                   | Maksat Dzhakybaliev |               |               |               |               | Stipe Plazibat                       |
| Lion City Sailors          | Song Ui-young      | Kaishū Yamazaki  | Stipe Plazibat    |                     |               |               |               |               | Andy Pengelly                        |
| Tampines Rovers            | Kyōga Nakamura     | Jordan Webb      | Boris Kopitović   | Zehrudin Mehmedović |               |               |               |               |                                      |
| Tanjong Pagar United       | Takahiro Tanaka    | Shodai Nishikawa | Luiz Júnior       | Yann Motta          |               |               |               |               |                                      |
| Young Lions                |                    |                  |                   |                     |               |               |               |               |                                      |

## Tabelle
Stand: Saisonende 2020
| Pl. | Verein                     | Sp. | S  | U | N  | Tore    | Diff. | Punkte |
| --- | -------------------------- | --- | -- | - | -- | ------- | ----- | ------ |
| 1.  | Albirex Niigata (Singapur) | 14  | 10 | 2 | 2  | 032:140 | +18   | 32     |
| 2.  | Tampines Rovers (P)        | 14  | 8  | 5 | 1  | 027:110 | +16   | 29     |
| 3.  | Lion City Sailors          | 14  | 8  | 3 | 3  | 044:180 | +26   | 27     |
| 4.  | Geylang International      | 14  | 6  | 2 | 6  | 018:220 | −4    | 20     |
| 5.  | Balestier Khalsa           | 14  | 5  | 4 | 5  | 022:280 | −6    | 19     |
| 6.  | Hougang United             | 14  | 4  | 3 | 7  | 019:240 | −5    | 15     |
| 7.  | Young Lions                | 14  | 3  | 0 | 11 | 012:380 | −26   | 09     |
| 8.  | Tanjong Pagar United       | 14  | 0  | 5 | 9  | 014:330 | −19   | 05     |

| Zum Saisonende 2020:                                                                                        |
|  Teilnahme an der Gruppenphase der AFC Champions League 2021 Teilnahme an der Gruppenphase des AFC Cup 2021 |

| Zum Saisonende 2019: |                                          |
| (M)                  | Amtierender Meister: Brunei DPMM FC      |
| (P)                  | Amtierender Pokalsieger: Tampines Rovers |

| Anmerkung: Die ausländischen Vereine Brunei DPMM FC und Albirex Niigata (Singapur) sowie die Young Lions können sich nicht für internationale Spiele qualifizieren. |

## Beste Torschützen
Stand: Saisonende 2020
| Platz | Spieler         | Mannschaft                       | Tore |
| ----- | --------------- | -------------------------------- | ---- |
| 1.    | Stipe Plazibat  | Hougang United/Lion City Sailors | 14   |
| 2.    | Tomoyuki Doi    | Albirex Niigata (Singapur)       | 11   |
| 3.    | Boris Kopitović | Tampines Rovers                  | 9    |
| 3.    | Song Ui-young   | Lion City Sailors                | 9    |
| 5.    | Jordan Webb     | Tampines Rovers                  | 7    |
| 5.    | Luiz Júnior     | Tanjong Pagar United             | 7    |
| 7.    | Šime Žužul      | Balestier Khalsa                 | 6    |
| 8.    | Reo Nishiguchi  | Albirex Niigata (Singapur)       | 5    |
| 8.    | Gabriel Quak    | Lion City Sailors                | 5    |
| 10.   | Ryōya Taniguchi | Albirex Niigata (Singapur)       | 4    |
| 10.   | Shuhei Hoshino  | Balestier Khalsa                 | 4    |
| 10.   | Adam Swandi     | Lion City Sailors                | 4    |
| 10.   | Khairul Nizam   | Geylang International            | 4    |
| 10.   | Shawal Anuar    | Hougang United                   | 4    |

## Hattricks
| Spieler        | Verein            | Gegnerischer Verein | Ergebnis | Datum             |
| -------------- | ----------------- | ------------------- | -------- | ----------------- |
| Stipe Plazibat | Hougang United    | Young Lions         | 4 : 1    | 1. März 2020      |
| Stipe Plazibat | Lion City Sailors | Balestier Khalsa    | 7 : 1    | 7. November 2020  |
| Jordan Webb    | Tampines Rovers   | Young Lions         | 3 : 1    | 17. November 2020 |

## TOP Assists
| Platz | Name                | Mannschaft                         | Assists |
| ----- | ------------------- | ---------------------------------- | ------- |
| 1.    | Gabriel Quak        | Lion City Sailors                  | 7       |
| 2.    | Shahdan Sulaiman    | Lion City Sailors                  | 6       |
| 3.    | Stipe Plazibat      | Hougang United / Lion City Sailors | 5       |
| 3.    | Jordan Webb         | Tampines Rovers                    | 5       |
| 3.    | Kristijan Krajček   | Balestier Khalsa                   | 5       |
| 3.    | Nur Adam Abdullah   | Young Lions                        | 5       |
| 7.    | Zehrudin Mehmedović | Tampines Rovers                    | 4       |
| 7.    | Kyōga Nakamura      | Tampines Rovers                    | 4       |
| 7.    | Kazuki Hashioka     | Albirex Niigata (Singapur)         | 4       |
| 7.    | Ryōsuke Nagasawa    | Albirex Niigata (Singapur)         | 4       |
| 7.    | Takahiro Tanaka     | Tanjong Pagar United               | 4       |

## Weiße Weste (Clean Sheets)
| Platz | Spieler           | Mannschaft                 | Clean sheets |
| ----- | ----------------- | -------------------------- | ------------ |
| 1.    | Kei Okawa         | Albirex Niigata (Singapur) | 8            |
| 2.    | Syazwan Buhari    | Tampines Rovers            | 6            |
| 3.    | Hassan Sunny      | Lion City Sailors          | 4            |
| 4.    | Zaiful Nizam      | Balestier Khalsa           | 3            |
| 5.    | Hairul Syirhan    | Geylang International      | 2            |
| 6.    | Zainol Gulam      | Geylang International      | 1            |
| 6.    | Kenji Syed Rusydi | Tanjong Pagar United       | 1            |
| 6.    | Ridhuan Barudin   | Hougang United             | 1            |

## Auszeichnungen
| Auszeichnung                | Name                       | Mannschaft                 |
| --------------------------- | -------------------------- | -------------------------- |
| Spieler des Jahres          | Gabriel Quak               | Lion City Sailors          |
| Nachwuchsspieler des Jahres | Saifullah Akbar            | Lion City Sailors          |
| Trainer des Jahres          | Keiji Shigetomi            | Albirex Niigata (Singapur) |
| Fair Play Award             | Albirex Niigata (Singapur) |                            |
| Schiedsrichter des Jahres   | Ahmad A'Qashah             |                            |

## Ausrüster und Sponsoren
| Mannschaft                 | Ausrüster | Trikotsponsor (Hauptsponsor) | Andere Trikotsponsoren                                                                                         |
| -------------------------- | --------- | ---------------------------- | --- |
| Albirex Niigata (Singapur) | Mizuno    | Canon                        | Kirin, English Central, Lensmode, Kubota, Reeracoen, Gain City, Nippon Medical Care                            |
| Balestier Khalsa           | Adidas    | Jeep                         | Weston Corporation, Project Vault, StarBalm                                                                    |
| Brunei DPMM FC             | Lotto     |                              | Mitsubishi Corporation, StarBalm, Brunei Shell Marketing, Datastream Digital, Royal Brunei Airlines, YOU.C1000 |
| Geylang International      | FBT       | Epson                        | Heng Motor, Chiang Kong, Broadway, D2D Sports, SoundTech                                                       |
| Hougang United             | Warrix    |                              | SportCenter by Zup, Polar Water                                                                                |
| Lion City Sailors          | Puma      | SEA                          | Shopee |
| Tampines Rovers            | Mizuno    | Hyundai Avante               | ANA Courier Express                                                                                            |
| Tanjong Pagar United       | Thorb     |                              | |
| Young Lions                | Nike      |                              | Catapult |